# 佛客使
佛客使（英語：Fawkes）是英國奇幻小說《哈利波特》系列中的虛構角色，霍格華茲校長阿不思·鄧不利多飼養的一隻鳳凰。其羽毛為深紅色和金色，佛地魔與哈利波特兩人的魔杖杖芯皆含有牠的羽毛。佛客使擁有強大的魔法力量，幾乎不會死亡，被索命咒殺死後仍會重生，眼淚也可用於療傷。
在《哈利波特》小說裡，鳳凰很難被馴服，但若成為寵物便會在一生中永遠忠於主人。
佛客使這個角色及其所屬物種皆源自於希臘神話中的鳳凰。作者羅琳曾表示牠的名字「Fawkes」是來自於1605年英國火藥陰謀的策劃者蓋·福克斯（Guy Fawkes）。

## 角色描述
在 中，哈利·波特在鄧不利多的辦公室內首次見到佛客使，當時的牠看上去老態龍鍾，像是「被拔光了一半羽毛的火雞」，鄧不利多解釋這是牠重生前的狀態。後來，佛客使從史萊哲林的蛇怪手中救出哈利·波特，並用自己的眼淚治癒了哈利的傷口，隨即又將哈利、榮恩、金妮和吉德羅·洛哈帶出密室。
在時，佛客使被用於在鳳凰會各成員間傳遞訊息。當魔法部長康尼留斯·夫子等人要逮捕鄧不利多時鄧不利多與佛客使一起逃出霍格華茲。在神秘部門之戰中佛客使為保護鄧不利多而擋下一道由佛地魔發射的索命咒但後來又從灰燼中重生有五部 魔法部逮捕鄧不利多後自飞前主人，在神秘事务司时候邓布利多挡下伏地魔发射而来阿瓦达索命咒被杀Fawkes躲屋裏再復活要等小波特。
在鄧不利多遇害後，佛客使唱著悲傷的輓歌為其哀悼，直到歌聲停止，哈利才意識到牠已經離開了霍格華茲。

## 電影
在電影版《哈利波特：消失的密室》裡出現的佛客使實際上是劇組生物部門製作的電動模型，能做出各種細微動作，幾乎跟真鳥一模一樣。視覺特效部門則以電腦動畫塑造出飛行中的佛客使:71。

## 書迷猜測
一些書迷在網上提出了關於佛客使是分靈體的各種猜測，但均未受到作者羅琳的認可：曾有人在YouTube上發布影片猜測佛客使是鄧不利多誤殺其妹亞蕊安娜時製造的一個分靈體；不過作者羅琳對此說相當不以為然，在推特表示這個說法「令我很困擾」。之後又有一名Tumblr用戶大膽猜測佛客使是哈利波特的一個分靈體，哈利在殺死蛇怪時其靈魂可能有部分附到了佛客使的身上，該名用戶認為這樣的說法可以解釋為何後來哈利會在禁忌森林裡死而復活。